# The Invincible Iron Man
The Invincible Iron Man (conocida como El Invencible Iron Man o Iron Man: El Invencible en español) es una película animada lanzada directamente para DVD, basada en el personaje de la Marvel Comics, Iron Man. La película fue lanzada oficialmente el 23 de enero del 2007. Interesantemente en México, el término "Iron Man" nunca es usado para referirse al alter ego de Tony en la película aunque el término "Iron Knight" es usado por ciertos personajes.
La película fue lanzada en un Box-Set llamado Marvel Animated Features Collector's Gift Set, la cual incluye una copia de las películas: Ultimate Avengers y Ultimate Avengers 2 junto con un busto de coleccionistas de Iron Man.

## Argumento
La Stark Corporation, ahora Stane Corporation, una empresa dirigida por la familia Stark, constituyente de dos miembros: el joven Tony Stark y su padre, ha hecho un pacto con el gobierno de China para levantar del subsuelo un antiguo palacio perteneciente al Mandarín, un antiguo emperador. Pero un grupo terrorista, llamado los Dragones de Jade, impide tal acción por la vía armada. Tras un ataque al equipo Stark, y el secuestro de su dirigente Rhodey, Tony Stark se desplaza hacia allá. Pero en el rescate es herido mortalmente y capturado por el grupo. Allí es curado, y le hablan de la maldición que se desatará si el palacio vuelve a alzarse, para lo cual le obligarán a trabajar para ellos para impedir el proyecto. Allí además conoce a una chica de indómita belleza llamada Li Mei, que se muestra misteriosa y cerrada. Rhodey y Tony fabrican en secreto una armadura de metal con la que escapan de allí, negándose Li Mei a ir con ellos. Tras llegar a la base de Stark Corporation descubren que el gobierno le busca y debe esconderse en una cámara construida por él, donde hay decenas de armaduras similares a la que construyó. Con ellas decide encontrar los anillos de los que la maldición hablaba, diseminados por el mundo. Pero para ello debe enfrentarse a los Elementales, cuatro espíritus que también buscan los anillos. Tras pasar por varios lugares y derrotar a tres elementales, encuentra a Li Mei y ambos van al palacio del Mandarín para evitar la catástrofe. Pero allí descubre que Li Mei le había engañado desde el principio, y de que ella estaba con el Mandarín para asegurar su resurrección. Tony lucha contra un ejército de Terracota, el cuarto Elemental y un dragón, y consigue ganar quedando su armadura gravemente dañada. Tras entrar en el palacio y llegar a una catacumba profunda y embarrada, allí halla a Li Mei, completamente desnuda y con los cinco anillos en su poder. La chica trae el espíritu del Mandarín con los anillos y tortura a Tony con sus poderes, sin que éste pueda hacer nada por evitarlo. El Mandarín ordena a la encuerada joven que mate a Tony, pero al último momento ella utiliza su poder para regresarlo al infierno, no sin que Mandarín de un último golpe al lanzar ratos contra el cuerpo desnudo de Li Mei. quién muere en brazos de Tony. Tony regresa a Estados Unidos para cederle la directiva a su padre, Howard Stark. Howard, como primera orden, despide a todos los socios que le hicieron ponerse en contra de su hijo.

## Elenco
| Personaje               | Actor de Voz (Inglés) | Actor de Voz (México) |
| ----------------------- | --------------------- | --------------------- |
| Tony Stark / Iron Man   | Marc Worden           | Mario Castañeda       |
| Jim "Rhodey" Rhodes     | Rodney Saulsberry     | Igor Cruz             |
| Mandarín                | Fred Tatasciore       |                       |
| Li Mei                  | Gwendoline Yeo        | Yolanda Vidal         |
| Virginia "Pepper" Potts | Elisa Gabrielli       |                       |
| Howard Stark            | John McCook           | César Arias           |
| Boyer                   | Stephen Mendillo      | Carlos del Campo      |